# Eric Ruiu
Eric Ruiu (Casale Monferrato, 28 giugno 1996) è un cestista italiano.